# Lombardapas
De Lombardapas (Italiaans: Colle della Lombarda, Frans: Col de la Lombarde) ligt op de grens van Italië en Frankrijk en vormt de verbinding tussen het Valle Stura (provincie Cuneo) en de Vallée de la Tinée (departement (Alpes-Maritimes). Het trajact is aanvankelijk voor militaire doeleinden aangelegd in het begin van de twintigste eeuw. Het is de zuidelijkste bergpas in de Alpen die de 2000 meter overschrijdt. De pasweg is 's winters gesloten vanwege sneeuwval.
De route naar de Lombardapas begint in Vinadio, een klein kuuroord aan de rivier de Stura di Demonte. Een smalle weg stijgt door het woeste dal Vallone di Sant'Anna. Het is vernoemd naar het heiligdom Sant'Anna dat 15 kilometer verderop in het dal ligt. Het complex ligt op een hoogte van 2035 meter en is daarmee het hoogst gelegen heiligdom van Europa. Het is te bereiken via een afslag van de hoofdweg. Het landschap is inmiddels kaal en bezaaid met rotsblokken. Vlak voor de pashoogte ligt het kleine meer Laghetto di Orgials. Nabij de 2351 meter hoge top van de Lombardapas staan enkele vervallen barakken uit de Tweede Wereldoorlog.
De weg aan de Franse zijde is aanvankelijk erg smal. Bij de wintersportplaats Isola 2000 verbetert de weg aanmerkelijk en gaat met goed uitgebouwde bochten omlaag naar de Vallée de Tinée.

## Afbeeldingen

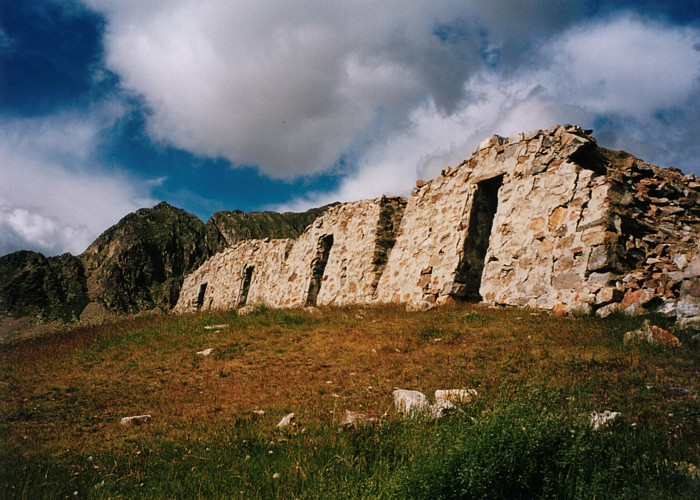
Pashoogte